# Denis Hayes
 (avril 2021).
Si vous disposez d'ouvrages ou d'articles de référence ou si vous connaissez des sites web de qualité traitant du thème abordé ici, merci de compléter l'article en donnant les références utiles à sa vérifiabilité et en les liant à la section « Notes et références ».
Denis Allen Hayes (né le 29 août 1944) est un défenseur de l'environnement et de l'énergie solaire. En 1970, il participe à la création du premier Jour de la Terre.
Hayes a fondé le réseau de la Journée de la Terre et l'a étendu à plus de 180 pays. Sous l'administration Carter, Hayes pris la tête de l'Institut de recherche sur l'énergie solaire, connu aujourd'hui sous le nom de Laboratoire national des énergies renouvelables. Il a ensuite quitté ce poste lorsque l'administration Reagan a réduit le financement du programme. 
Depuis 1992, Hayes est président de la Fondation Bullitt à Washington.